# Отеро, Сельсо
Сельсо Отеро Кинтас (исп. Celso Otero Quintás; род. 1 февраля 1958, Монтевидео, Уругвай) — уругвайский футболист, вратарь.

## Биография

### Клубная карьера
Отеро начал свою футбольную карьеру с клубом «Насьональ», в составе которого выступал с 1978 по 1979 год. В 1980 году перешёл в клуб «Расинг» (Монтевидео), а следующий год провёл в составе «Альто Перу». С 1982 по 1988 год выступал за «Монтевидео Уондерерс» в чемпионате Уругвая. В 1985 году команда под руководством Оскара Табареса заняла второе место, Отеро был основным вратарём и капитаном этой команды. В 1987 году выиграл Лигилью Уругвая. С 1989 по 1991 год играл в клубе «Рентистас», где и завершил свою карьеру.

### Карьера в сборной
Отеро также выступал за сборную Уругвая, в составе которой принимал участие в чемпионате мира 1986 года. На этом турнире он был третьим вратарём и на поле не выходил. Однако накануне турнира участвовал в неофициальных товарищеских матчах 11 мая 1986 года против «Атлетико Хуниор» и 14 мая 1986 года против «Атлетико Насьональ» в составе национальной сборной. В 1988 году последовали ещё два матча за сборную, когда он выступал на Кубке Сьюдад-де-Богота 4 августа против «Индепендьенте Санта-Фе» и 7 августа против Колумбии. Последняя игра, в которой сборной руководил ассистент Оскара Табареса Грегорио Перес, осталась единственным официальным международным матчем в качестве игрока.

### Карьера тренера
В 2006 году Отеро начал тренерскую карьеру, став помощником своего бывшего наставника Оскара Табареса в сборной Уругвая, где продолжает работу и в настоящее время. В сентябре 2014 года замещал Табареса на посту главного тренера из-за операции на бедре в товарищеских матчах против Японии (2:0) и Республики Корея (1:0). В 2015 году так же временно занимал эту должность в трёх стартовых матчах отборочного турнира на чемпионат мира 2018 года против Боливии (2:0), Колумбии (3:0) и Эквадора (1:2) из-за полученной Табаресом на Кубке Америки дисквалификации.